# Johann Friedrich Fasch
Johann Friedrich Fasch (Buttelstedt, Turíngia, 15 d'abril de 1688 - Zerbst, Anhalt, 5 de desembre de 1758) fou un compositor i violinista alemany.
Als onze anys ingressà en la capella de la cort de Weissensfels i després fou alumne pensionat de l'Escola de Sant Tomàs de Leipzig, passant el 1707 a la universitat. Per aquell temps fundà un Collegium Musicum que va assolir gran desenvolupament i va escriure un gran nombre de composicions per les seves reunions periòdiques.
Després de perfeccionar els seus estudis a Darmstadt, fou secretari de la cambra de Gera (1714), organista i secretari del consell de Zeitz (1719), mestre de capella i compositor de la casa del comte Morzini (1721) i, finalment, mestre de capella de la cort de Zerbst.
Fasch fou un del coetanis més notables de Bach, sobretot en la música instrumental, i aquell el tenia en molta estima, com ho demostra el que en l'Escola de Sant Tomàs es trobessin les parts d'orquestra de cinc de les seves obertures copiades de la mateixa mà del gran compositor. Les seves obres comprenen gran nombre d'obertures franceses, d'un gran agosarament de concepció, extraordinari per la seva època: sonates, quartets, misses, cantates i motets.
Hugo Riemann publicà en el seu Collegium musicum 5 sonates, un quartet i dues suites per a orquestra de Fasch. Fou el pare del també compositor Carl Friedrich Fasch (1736-1800).